# Nacionalismo bávaro

Bandera de Baviera.

El nacionalismo bávaro (en alemán: Bayerischer Nationalismus) es una ideología política que afirma que los bávaros son una nación y promueve la unidad cultural de los mismos. Ha sido un fenómeno fuerte desde la incorporación de Baviera en el estado alemán en 1871. Los nacionalistas bávaros encuentran controvertidos los términos en los que Baviera se incorporó a Alemania en 1871 y proclaman que el gobierno alemán ha reducido desde hace mucho la autonomía bávara, pidiendo la independencia de Baviera.
Después de la derrota de Alemania en la Primera Guerra Mundial, el nacionalismo bávaro creció con fuerza, convirtiéndose en un movimiento popular tanto entre los movimientos revolucionarios como en los movimientos reaccionarios. Tras el derrumbamiento de Austria-Hungría después de la Primera Guerra Mundial, se produjeron propuestas desde Austria para que Baviera se uniera con ellos. En esa época el gobierno bávaro tenía un interés particular en incorporar a Baviera las regiones de Tirol del Norte y la Austria Superior. Este fue un asunto serio en el periodo posterior de Primera Guerra Mundial con cifras significativas de habitantes del Tirol del Norte austríaco que manifestaban su intención de unir su región con Baviera.

## Historia

### Orígenes:sigloXIX
Los orígenes del nacionalismo bávaro como movimiento político fuerte se encuentran en la guerra austro-prusiana y sus consecuencias. Baviera era política y culturalmente más cercana a la Austria católica que a la protestante Prusia y los bávaros compartieron con los austríacos un desprecio común hacia los prusianos, convirtiendo a Baviera en un importante aliado de Austria en la guerra. Austria junto con Baviera y sus otros aliados fueron derrotados por Prusia y sus aliados. En el periodo posterior, el todavía Reino de Baviera pagó una gran indemnización a Prusia y en 1871 se unió al recién fundado Imperio alemán. Después de la unificación con Alemania, los nacionalistas bávaros se mostraron categóricamente opuestos al control prusiano del Estado alemán y rechazaron una mayor integración en el Imperio alemán.

### Tras la Primera Guerra Mundial

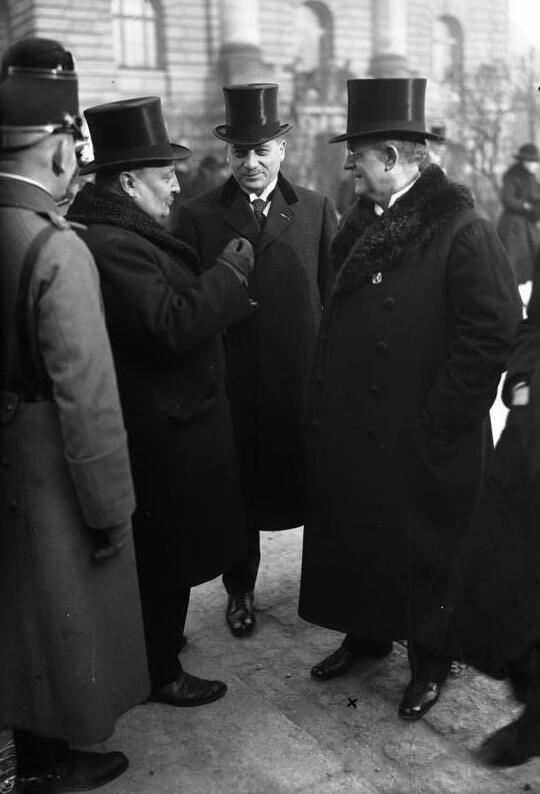
Heinrich Held (el hombre en lado derecho), Ministro-Presidente de Baviera entre 1924-1933. Held era dirigente del Partido Popular Bávaro, que incorporó a distintas tendencias, desde monárquicos a nacionalistas bávaros.

Tras la derrota alemana en la Primera Guerra Mundial, la revolución se extendió a través de toda Alemania y Baviera, con lo que la monarquía bávara fue abolida y proclamado un régimen comunista en Baviera, la llamada República Soviética de Baviera. Durante un breve período, Baviera se declaró de nuevo independiente de Alemania. Después del derrumbamiento de la República soviética, el nacionalismo bávaro —asociado tanto con los sentimientos anti-prusianos así como con tendencias antisemitas— se convirtió en una ideología popular entre los movimientos reaccionarios conservadores y de derecha.
Tras la caída de Austria-Hungría, se realizaron propuestas por parte de Austria para incorporar también a Baviera. Por su parte, el gobierno bávaro tenía un interés particular en incorporar las regiones de Tirol del Norte y Austria Superior a Baviera. Tales propuestas fueron tomadas con interés en la época. Las acciones del gobierno bávaro incitaron al gobierno alemán a responder proponiendo el anschluss de Austria a Alemania. En 1919 es fundado el Partido Popular Bávaro, partido regionalista bávaro, que fue el partido más votado en Baviera a lo largo de toda la República de Weimar, formando parte de todos los gobiernos regionales del periodo. Su representación en el Reichstag se mantuvo bastante inalterable, oscilando entre los 16 y los 22 diputados.
En 1923, los sectores bávaros pro-monárquicos liderados por el Ministro-Presidente Gustav Ritter von Kahr y el Partido Popular Bávaro (BVP) intentaron tomar el control del gobierno bávaro, declarar Baviera independiente de Alemania y restaurar la monarquía bávara. Este intento separatista de golpe de Estado fue frustrado por las acciones del, entonces pequeño, Partido Nazi, que se anticipó a la acción e intentó a su hacerse con el control del gobierno bávaro durante el llamado Putsch de Múnich. Los nacionalistas bávaros y el Partido Nazi competían por el electorado; aun así, incluso en las elecciones de 1932, cuando el Partido Nazi obtuvo una importante victoria, los nazis no consiguieron superar al católico BVP en el sur de Baviera, consiguiéndolo sólo en las áreas protestantes del norte de la región.
Después del inicio del régimen nazi, el gobierno alemán afirmó la existencia de varias conspiraciones separatistas bávaras y utilizó estas denuncias para suprimir a la oposición bávara, derrocando al gobierno bávaro. El 9 de marzo de 1933 el gobierno bávaro fue expulsado a la fuerza de sus puestos por los nazis. Aunque inicialmente Heinrich Held resistió los intentos de las Sturmabteilung (SA) por expulsar a su gobierno, se encontró sin el apoyo del Ejército —que seguía las órdenes de Berlín—, y finalmente se vio obligado a renunciar. La oficina del primer ministro bávaro fue abolida y su posición reemplazada por un Reichsstatthalter, una posición puramente administrativa sin ningún poder político.  Un mes más tarde, en abril, el BVP se disolvía. Inicialmente, muchos bávaros eran favorables al esfuerzo de guerra de Alemania durante la Segunda Guerra Mundial porque la postura contraria había sido retratada como una campaña procomunista; aun así, el apoyo bávaro a la guerra declinó rápidamente al acercarse el fin de la guerra.

### Tras la Segunda Guerra Mundial
El nacionalismo bávaro reapareció al acabar la contienda y los nacionalistas bávaros buscaron el apoyo de los Aliados para el establecimiento de una Baviera independiente. Al final, fue aceptada una autonomía importante para la región dentro de una Alemania federal, creada en 1949.
Durante la década de 1950, el separatista Partido de Baviera (Bayernpartei, abreviado BP) jugó un papel significativo en la política bávara, llegando a conseguir entre el 5% y el 20% de los votos de Baviera durante las elecciones estatales y también en las federales. El BP incluso llegó a formar parte del gobierno estatal bávaro en coalición bajo el liderazgo Wilhelm Hoegner (entre 1954 y 1957) junto con los socialdemócratas y los liberales. Sin embargo, la participación electoral del partido cayó significativamente durante las siguientes décadas. A modo de ejemplo, en 2013 el BP ganó 2.1% del voto total en las elecciones estatales celebradas en 2013.